# Park Krajobrazowy Beskidu Małego
Park Krajobrazowy Beskidu Małego – park krajobrazowy położony na pograniczu województw małopolskiego i śląskiego.
Zajmuje powierzchnię 257,70 km², z czego 165,40 km² leży w województwie śląskim, a 92,30 km² w województwie małopolskim. Park Krajobrazowy Beskidu Małego posiada otulinę o powierzchni 227,58 km².
Znajdują się tu dwie grupy górskie Beskidu Małego oddzielone doliną Soły. W znajdującym się we wschodniej części Beskidzie Andrychowskim najwyższym szczytem jest Łamana Skała (929 m). Na zachodzie znajduje się pasmo Magurki Wilkowickiej ze szczytem Czupel (933 m).

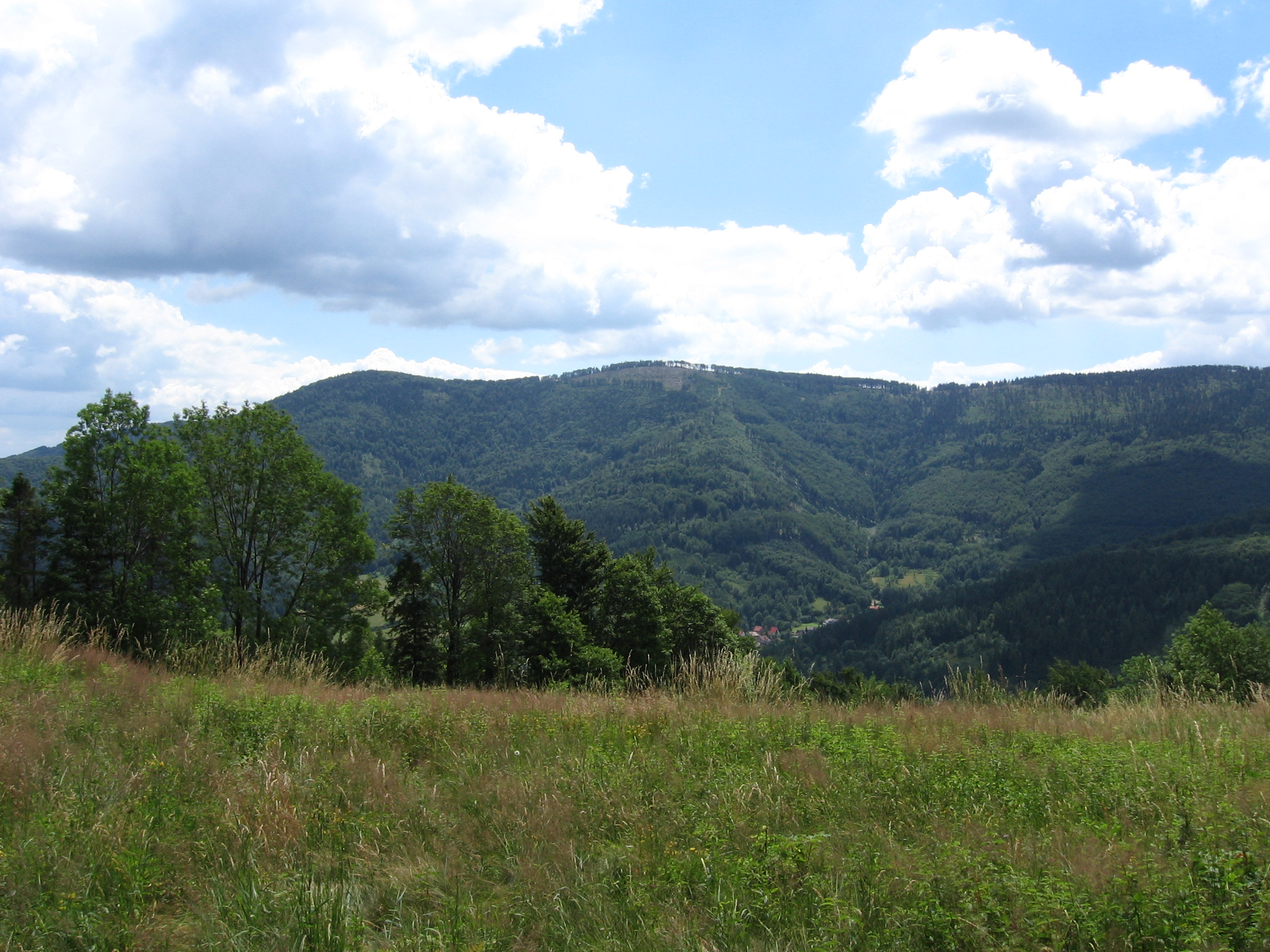
Widok na Czupel z Nowego Świata w Międzybrodziu Bialskim

Wzniesienia Beskidu Małego zbudowane są głównie z piaskowców godulskich. Na południu występują wapienie i łupki. Na terenie parku znajdują się liczne jaskinie.
Na terenie Parku Krajobrazowego Beskidu Małego utworzono trzy rezerwaty: Szeroka w Beskidzie Małym, Zasolnica i Madohora.